# Walter Hood Fitch

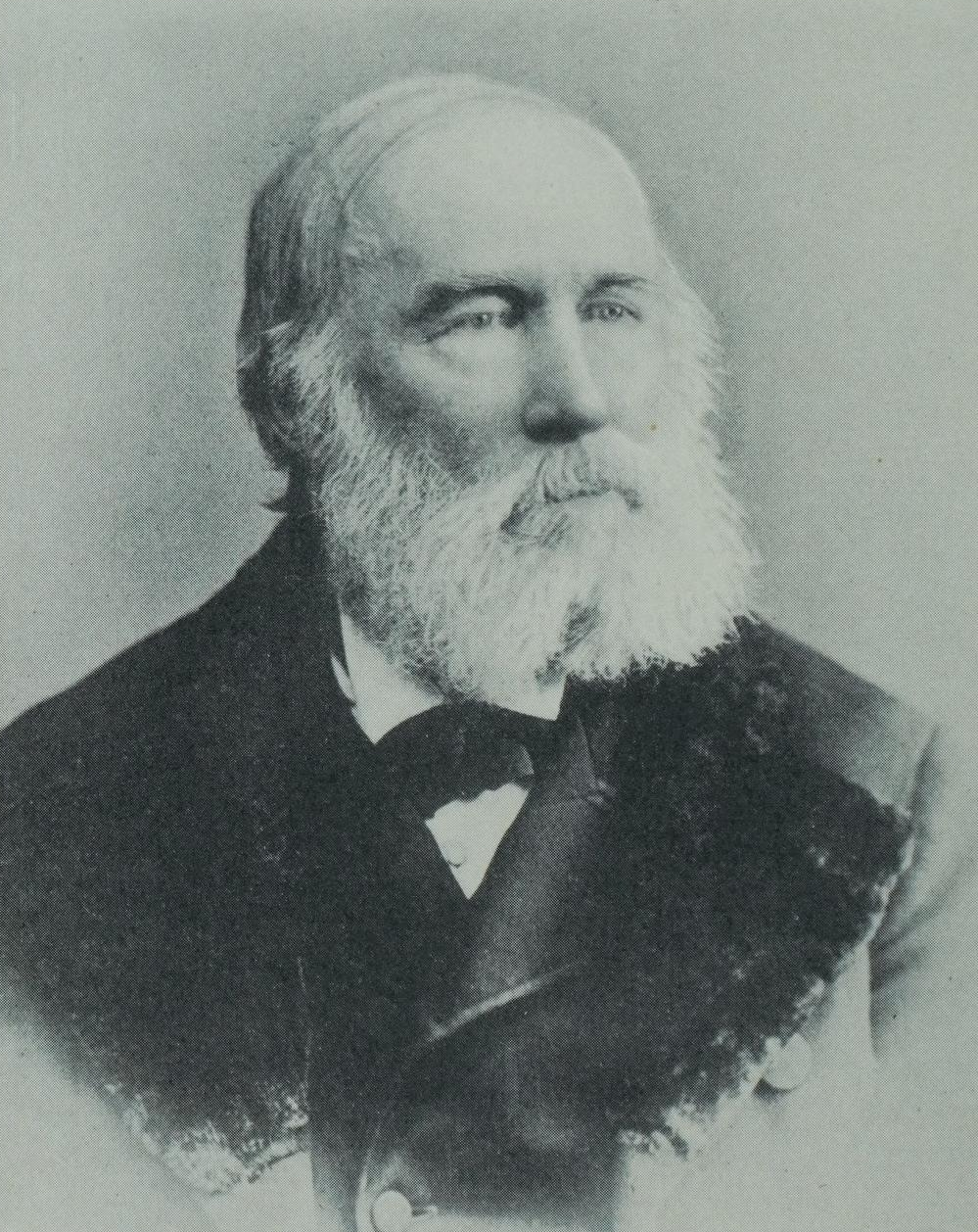
Walter Hood Fitch

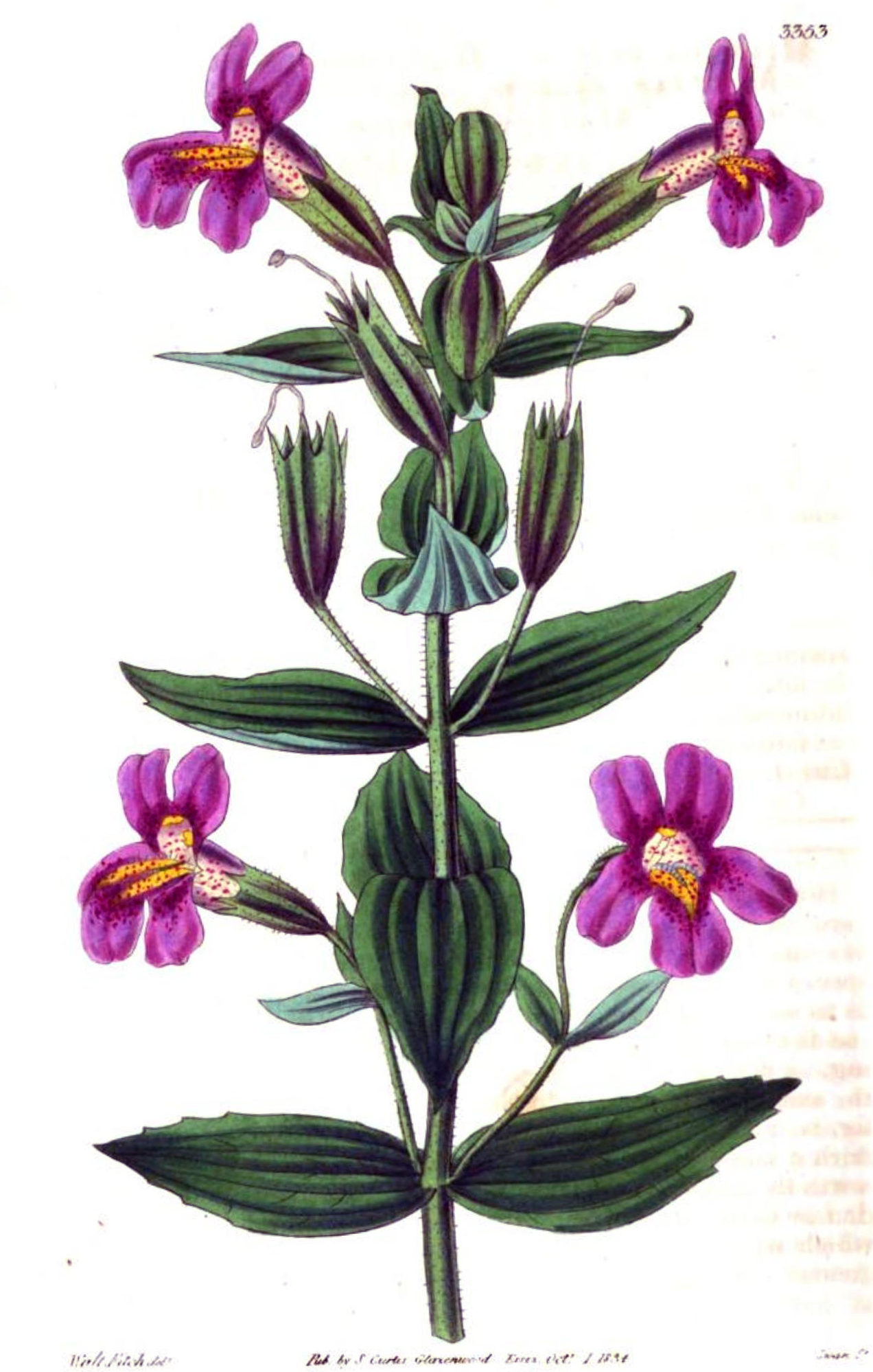
Mimulus roseus Douglas ex Lindl., Fitchs erste veröffentlichte Zeichnung (1834)

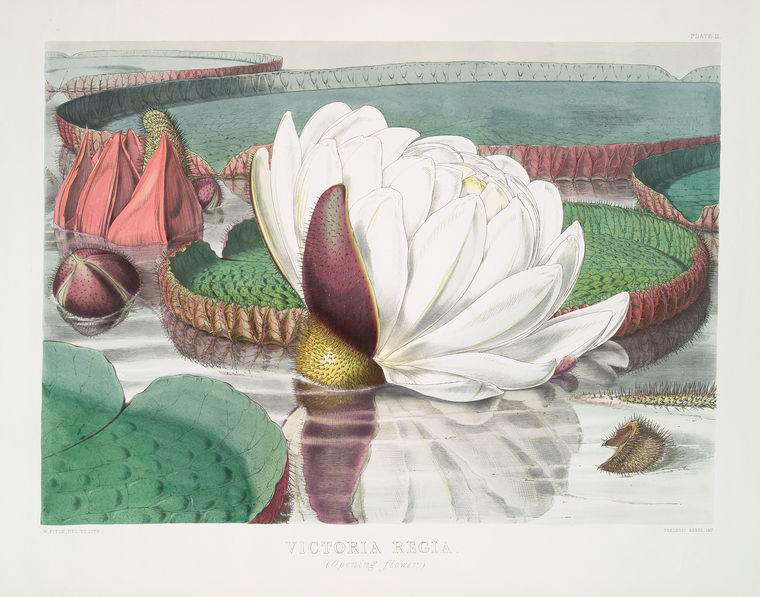
Victoria amazonica als Victoria regia, 1851

Walter Hood Fitch (* 28. Februar 1817 in Glasgow; † 14. Januar 1892 in Kew) war ein schottischer botanischer Illustrator, der beinahe 10.000 Lithographien für verschiedene wissenschaftliche Publikationen anfertigte. Darunter sind 2.700 kolorierte Arbeiten für das Curtis’s Botanical Magazine, für das er bis zu 200 Platten pro Jahr produzierte.
Er war der Onkel von John Nugent Fitch (1840–1927), der ebenfalls ein botanischer Illustrator war. 

## Leben und Wirken
In Glasgow geboren arbeitete er zuerst als Zeugdruck-Lehrling und Musterzeichner in einem Kattun-Textilunternehmen für Kaliko-Drucker. Nach der Arbeit half er William Jackson Hooker Pflanzenbelege auf Herbarbögen zu montieren und zeichnete in seiner Freizeit Blumen. Hooker erkannte bald die Zeichenkunst Fitchs und er bat ihn, ihn bei botanischen Illustrationen zu unterstützen. Aus dieser Kooperation heraus kaufte ihn Hooker daher um 1830 aus der Lehranstellung heraus.
Der fleißige Fitch hatte aus der Zeugdruck-Lehre eine besonders kühne Art entwickelt, seine Illustrationen wirken zu lassen, die sich in den botanischen Bildern bald bemerkbar machte. Von 1834 an übernahm Fitch von Hooker eingesetzt, seinen Posten als Chefillustrator des Curtis’s Botanical Magazine. Die Position hielt er bis 1877, in der er 43 Jahre als Chef-Lithograph mehrere Tausend Abbildungen fertigte, die ihn zum bedeutendsten und bei weitem produktivsten Pflanzenillustrator nicht nur der Viktorianischen Ära, sondern allgemein werden ließen.
Fitch wurde über die lange Periode nicht nur vom späteren Direktor des Royal Botanic Garden, Kew, Joseph Dalton Hooker für die Illustrationen beschäftigt, er wurde darin fast ausgebeutet, da er über 9.900 Illustrationen anfertigte, jedoch dafür nur wenig Geld bekam, was 1877 zum Bruch mit Hooker führte, als Fitch eine bessere Bezahlung ausgelobt bekommen wollte. Diese große Ausbeute an qualitativ einmaligen Farb-Lithographien, die Fitch in dieser Zeit publizierte, war nur durch die Erfindung der neuen Technik in Flachbildform möglich, die ältere Schnitz- und Gravurtechniken vollends ersetzte.
Nach 1841 wurde Fitch der einzige Künstler für die offiziellen und inoffiziellen Publikationen Kews. Hooker bezahlte Fitch dafür persönlich. Er konnte dabei simultan für verschiedene Publikationen zeichnen und fertigte seine Illustration oft direkt auf den lithographischen Kalksteinplatten an, um Zeit zu sparen.
Obwohl Hooker und Fitch sich in Unfrieden getrennt hatten, bemühte sich Hooker anschließend um das Wohl Fitchs. Hooker bat den damals mächtigsten Mann des Britischen Empires, Premier Benjamin Disraeli, Fitch für seine Verdienste in der botanischen Illustration einen jährlichen Ehrensold zu stiften. Disraeli zögerte und Hooker zeigte ihm einige der großen Lithographien der Seerose Victoria regia, woraufhin Fitch ab 1879 einen Ehrensold von 100 Britischen Pfund pro Jahr zugesprochen bekam.

## Ehrungen
Joseph Dalton Hooker benannte ihm zu Ehren die Gattung Fitchia der Pflanzenfamilie der Korbblütler (Asteraceae).

## Schriften
- Botanical Drawing. In: The Gardeners’ Chronicle and Agricultural Gazette. London 1869, 8 Folgen, S. 7, S. 51, S. 110–111, S. 165, S. 221, S. 305, S. 389, S. 499